# Жеро II (граф Арманьяк)
Жеро II (фр. Géraud II d'Armagnac; д/н — бл. 1095) — 4-й граф Арманьяк в 1061—1095 роках.

## Життєпис
Походив з Дому Арманьяк. Старший син Бернара II, герцога Гасконі та графа Арманьяк, та Ерменгарди. Про його діяльність відомо небагато. 1063 або 1072 року батько після поразки від Аквітанії зрікся графства Арманьяк на користь Жеро II та його брата Арно-Бернара. Втім більш правдоподібний перший варіант, оскільки 1062 року Бернар II зазнав поразки від аквітанців, а 1065 року Жеро II самостійно підтвердив привілеї монастирю Сен-Мон.
1070 року одружився з представницею родинного дому Ломань. 1073 року вступив у боротьбу за прикордонні землі з Сантюлем, віконтом Лекскаром. У 1080 році після смерті брата одноосібно став панувати в Арманьяку. Після смерті дружини близько 1086 року одружився зі своєю родичкою — удовою віконта Корнеяна.
До 1090 року підтвердив привілеї церквам і монастирям, які були надані ще батьком. Також розпорядився щорічно в день Успіння надавати церкві Св. Марії в м. Ош 3 свиней, 1 осетра, 12 сет'є вина. Помер Жеро II 1095 року. Йому спадкував Бернар III.

## Родина
1. Дружина — Азівель, донька Одо II, віконта Ломань
Діти:
- Бернар (д/н—1110), 5-й граф Арманьяк
- Жеро, канонік церкви Святої Марії в Оше
- Вільгельм

2. Дружина — Санша, донька сеньйора Арсйо де Ла Пюжоль
дітей не було